# 高桂馨
高桂馨（?—?），直隸省天津府天津縣人，清朝政治人物、同進士出身。
光緒二十四年（1898年），参加光緒戊戌科殿試，登進士三甲40名。同年五月，改翰林院庶吉士。